# 4389 Durbin
4389 Durbin è un asteroide della fascia principale. Scoperto nel 1976, presenta un'orbita caratterizzata da un semiasse maggiore pari a 2,9147304 UA e da un'eccentricità di 0,0727176, inclinata di 2,76638° rispetto all'eclittica.